# Gelumbuk
Gelumbuk is een bestuurslaag in het regentschap Aceh Selatan van de provincie Atjeh, Indonesië. Gelumbuk telt 1297 inwoners (volkstelling 2010).